# Локе-при-Планині
Локе-при-Планині (словен. Loke pri Planini) — поселення в общині Шентюр, Савинський регіон, Словенія. 
Висота над рівнем моря: 541,7 м.